# Catarina Camufal
Catarina Juliana Camufal (Luanda, 30 marzo 1980) è un'ex cestista angolana.

## Carriera
Con l'Angola ha vinto l'oro ai FIBA AfroBasket Women 2011 e il bronzo nelle edizioni 2007 e 2009. Ha disputato 5 incontri ai Giochi della XXX Olimpiade.